# Travin Howard
Travin Howard (Longview, 10 maggio 1996) è un giocatore di football americano statunitense che milita nel ruolo di linebacker per i Los Angeles Rams della National Football League (NFL).

## Carriera

### Los Angeles Rams
Howard fu scelto dai Los Angeles Rams nel corso del settimo giro (231º assoluto) del Draft NFL 2018. Fu svincolato il 1º settembre 2018. Rifirmò con la squadra di allenamento il 16 ottobre 2018. Il 6 febbraio 2019 firmò un nuovo contratto.
Il 5 settembre 2020, Howard fu inserito in lista infortunati. Il 2 novembre 2021 fu nuovamente inserito in lista infortunati. Tornò nel roster attivo il 21 dicembre.
Nella finale della NFC del 2021 contro i San Francisco 49ers, Howard mise a segno l'intercetto decisivo su Jimmy Garoppolo negli ultimi due minuti della vittoria per 20-17, qualificando i Rams al Super Bowl LVI. Nella finalissima scese in campo da subentrato nella vittoria sui Cincinnati Bengals per 23-20.

## Palmarès
- Super Bowl : 1

Los Angeles Rams: LVI
- National Football Conference Championship: 1

Los Angeles Rams: 2021